# Nyssocnemis obesa
Nyssocnemis obesa là một loài bướm đêm trong họ Noctuidae.